# Christopher Norman
Christopher Norman, född 1753 i Avesta socken, död där 18 februari 1827, var en svensk myntgravör, valsmästare och arrendator.
Han var son till kronogjutaren och myntgravören Carl Norman och Sofia Jansdotter Bjurling och gift med Greta Lisa Forsman samt far till myntgravören Carl Gustaf Norman och bror till myntgravören Carl Erik Norman. Han var under 1780-talets första hälft valsmästare och från 1786 arrendator av Månsbo. Han var från 1812 bosatt i Avesta och var efter sin broders och sons död interimistiskt anlitad som gravör vid myntverket i Avesta.